# Jakob Hlasek
Jakob Hlasek (* 12. listopadu 1964 Praha jako Jakub Hlásek) je bývalý švýcarský tenista českého původu.
Jeho otec Zdeněk Hlásek byl prvoligovým hokejistou a odehrál tři utkání za reprezentaci, věnoval se také vodnímu slalomu. Rodina emigrovala z Československa v roce 1968 a usadila se v Curychu, Jakob vedle tenisu vynikal v žákovských kategoriích i v hokeji a lyžování.
V roce 1982 se stal se švýcarským družstvem juniorským mistrem Evropy, profesionálně hrál od roku 1983. Ve dvouhře vyhrál pět turnajů Asociace tenisových profesionálů a na devíti byl poraženým finalistou, jeho nejlepším umístěním na světovém žebříčku bylo sedmé místo. V roce 1988 hrál semifinále ATP World Tour Finals, na Grand Slamu bylo jeho největším singlovým úspěchem čtvrtfinále French Open 1991, kde ho vyřadil Andre Agassi. Ve čtyřhře zaznamenal dvacet turnajových prvenství a v roce 1989 byl světovou čtyřkou, vyhrál ATP World Tour Finals 1990 spolu s Guy Forgetem a French Open 1992 s krajanem Marcem Rossetem, s nímž také postoupil do čtvrtfinále olympijského turnaje 1992. Za daviscupový tým Švýcarska odehrál 79 zápasů, z toho 49 vítězných, podílel se na historicky první účasti Švýcarů ve finále v roce 1992, kdy prohráli s Američany. Také pro Švýcarsko pomohl vyhrát Hopmanův pohár 1992 a Světový pohár družstev 1996. Po ukončení aktivní kariéry působil jako trenér, v letech 1999 až 2001 zastával funkci nehrajícího kapitána švýcarské daviscupové reprezentace.